# Walton (ville, New York)
Pour les articles homonymes, voir Walton.
Walton est une ville située dans le comté de Delaware, dans l'État de New York, aux États-Unis,. En 2010, elle comptait une population de 5 576 habitants, estimée au 1er juillet 2016 à 5 248 habitants.

## Démographie
Lors du recensement de 2010, la ville comptait une population de 5 576 habitants. Elle est estimée, en 2016, à 5 248 habitants.

## Personnalités nées à Walton
- William Butler Ogden (1805-1877), premier maire de Chicago, sénateur de l'État de New York, ingénieur et promoteur immobilier.